# Eugenia argyrophylla
Eugenia argyrophylla là một loài thực vật có hoa trong Họ Đào kim nương. Loài này được B.Holst & M.L.Kawas. mô tả khoa học đầu tiên năm 2000.